# Summertown, Oxford

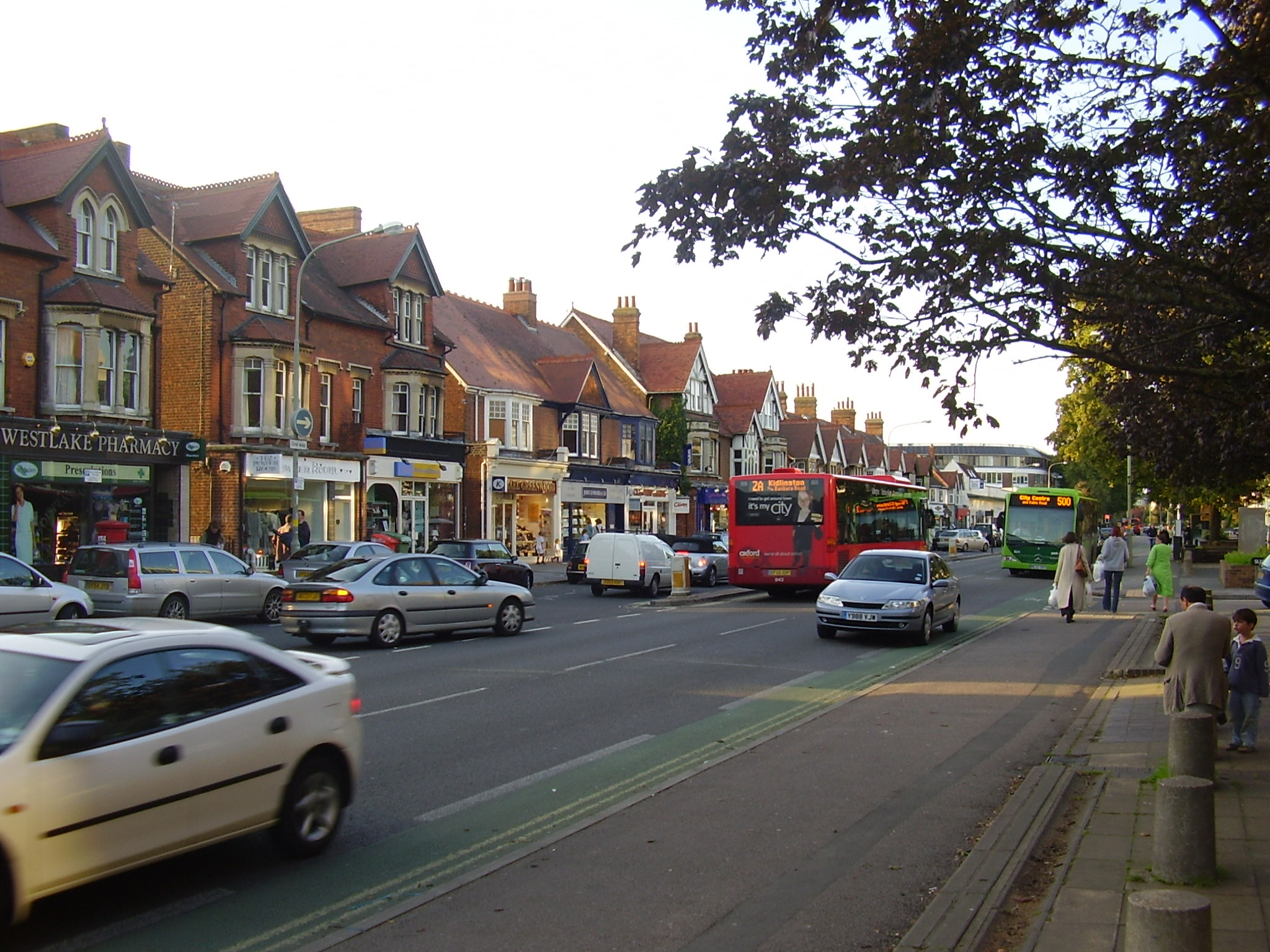
Butiker i Summertown längs Banbury Road.

Summertown är en stadsdel i norra Oxford, belägen norr om stadens centrum. Summertown är en av stadens ekonomiskt välbeställda villaförorter och domineras av äldre villabebyggelse samt butikskvarter omkring huvudgatorna Banbury Road och Woodstock Road, som sammanlänkas av butiksgatan South Parade.
Summertown uppstod som en villaförort till Oxford i samband med att Oxfords universitet började tillåta sina lärare att bo i egna hem utanför collegen. Stora villor uppfördes då på jordbruksmark utanför staden. Idag har mer än hälften av områdets befolkning högskoleutbildning. Området är även ett centrum för Oxfords medieindustri, då BBC och flera lokala radio- och TV-bolag har sina Oxfordstudior här. Stadsdelen är även hem för ett stort antal privatskolor och den stora hjälporganisationen Oxfams internationella sekretariat.

## Kända Summertownbor
Som ett av stadens mer välbeställda bostadsområden har stadsdelen varit hem för många kända Oxfordbor, bland dessa:
- J.R.R. Tolkien, filolog och fantasyförfattare, Rawlinson and Bosworth Professor of Anglo-Saxon vid Oxfords universitet
- Colin Dexter, författare till kriminalromanerna om Kommissarie Morse.
- Desmond Morris, etolog och populärantropolog.
- Yannis Philippakis, sångare i indierockbandet Foals.
- Thom Yorke, sångare i Radiohead.
- Iris Murdoch, filosof och författare.
- John Scott Haldane, fysiolog.
- J.B.S. Haldane, brittisk-indisk genetiker och evolutionsbiolog.
- Naomi Mitchison, författare och poet.